# Ortskapelle Fluttendorf

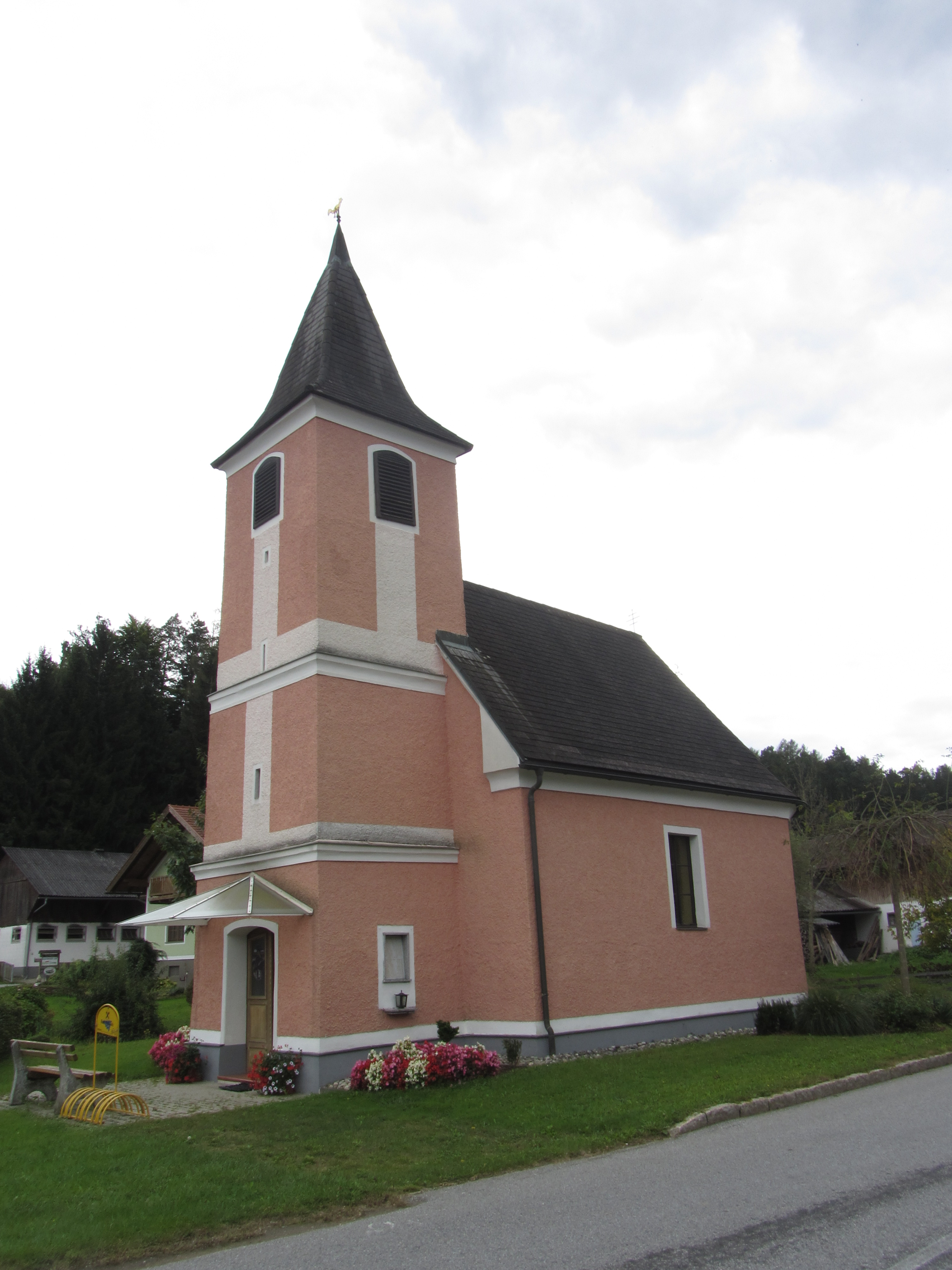
Die Ortskapelle im September 2012

Die Ortskapelle in Fluttendorf, auch als Dorfkapelle Fluttendorf bezeichnet, ist eine denkmalgeschützte (Listeneintrag), römisch-katholische Messkapelle in der Ortschaft Fluttendorf der Marktgemeinde Mooskirchen in der Weststeiermark. Ihre Geschichte führt bis in den Beginn des 19. Jahrhunderts zurück. Sie ist dem Heiligen Bartholomäus geweiht.

## Standort
Die Kapelle befindet sich in der Ortschaft Fluttendorf, südöstlich des Hauptortes Mooskirchen direkt an der Kreuzung der beiden Landesstraßen L340 und L667, gegenüber dem Haus mit der Adresse Fluttendorf 21.

## Geschichte
Die Kapelle wurde von 1817 bis 1828 errichtet. Obwohl der Bau von der Dorfgemeinschaft beschlossen wurde, kam es bald zu Streitigkeiten unter den Bewohnern, die die Bauarbeiten um mehrere Jahre verzögerten. Die Bauarbeiten konnten erst vollendet werden, nachdem der örtliche Pfarrer Joseph Sattler das Versprechen abgegeben hatte, beim Fürstbischof um eine Messlizenz anzusuchen. Am 16. Mai 1830 wurde die Kapelle durch den Dechant Michael Scherz dem Heiligen Bartholomäus geweiht. Im darauf folgenden Jahr erhielt die Kapelle eine Messlizenz für die Abhaltung der heiligen Messe am Bartholomäustag (24. August) sowie an einem Tag des Oktav. Außerdem führt seit dem 19. Jahrhundert eine Prozession am Bittmittwoch, dem Mittwoch vor Christi Himmelfahrt von der Pfarrkirche Mooskirchen nach Fluttendorf. Bereits 1847 mussten Teile der Kapelle repariert werden. Am 25. August 1861 wurde ein Kreuzweg in der Kapelle eingeweiht. Im Jahr 1863 kam es zu weiteren Reparaturarbeiten am Gebäude und 1874 erfolgte eine vollständige Renovierung des Bauwerkes.
Im Jahr 1917 war eine weitere Renovierung nötig, da sich das Gewölbe abgesenkt hatte. Am 31. Mai 1959 wurde nach einer erneuten Renovierung eine Gedenktafel für die Kriegsgefallenen des Ortes enthüllt. Nach weiteren Restaurierungsarbeiten wurde die Messkapelle am 28. August 1977 neu eingeweiht. Dasselbe geschah am 24. August 1989 und 26. August 2000.

## Beschreibung
Die beiden stählernen Glocken wurden von der Firma Böhler im Jahr 1918 gegossen. In der Kapelle befindet sich ein Kreuzweg aus dem Jahr 1861 sowie ein nach 1918 vom Fassmaler Josef Guggi gemaltes Bild des Heiligen Markus. Ein Fresko stammt von Josefa Hofer. Das Vortragskreuz in der Kapelle wurde 1805 gekauft und wird für die Prozessionen zu Fronleichnam und am Veitsonntag verwendet. Weiters befindet sich ein Maschtakreuz in der Kapelle, wobei die sogenannte „Maschta“ Marterprozessionen am Ostersonntag bezeichnet.
An der Außenseite befindet sich eine Gedenktafel für die im Krieg gefallenen Einwohner des Ortes.